# 흘라잉공주
흘라잉•테익•카웅•띵(버마어: လှိုင်ထိပ်ခေါင်တင်), 약칭 흘라잉공주(-公主, 버마어: လှိုင်မင်းသမီး; 1833년 ~ 1875년)는 미얀마 꼰바웅 왕국의 왕족이자 시인이다. 따야와디왕과 서궁 왕비 마먈레의 딸이자 까나웅세자의 배우자이다.

## 생애
1833년 잉와에서 따야와디왕자와 마먈레사이에서 태어났다. 시인이자 음악가였으며, 그녀의 아름다움으로도 유명했다.

## 미술
흘라잉공주는 벌레 (ဘောလယ်)로 알려진 애절한 노래의 첫 작곡가로 여겨진다. 인기벌레로는 《세잉•추•짜•냐웅》(စိန်ခြူးကြာညောင်), 《나•가•삿•당》(နာဂဆဒ္ဒန်) 등이 있다.